# 冰岛裔美国人
冰岛裔美国人指的是有冰岛血统或在冰岛出生的美国人。1873年至1905年间以及二战结束后这两个时间段是冰岛人移民美国的高峰期。根据2000年美国人口普查结果，目前美国境内大约有40,000多名冰岛裔美国人，其中大多数居住在中西部上段。 美国是世界第二大冰岛侨民社区的所在地，仅次于其北方邻国加拿大。